# Gustav Moravec
Gustav Moravec (* 23. listopadu 1913, Plzeň – 22. prosince 1993, Plzeň) byl český fotbalista, záložník.

## Fotbalová kariéra
Hrál za SK Plzeň, Baťa Zlín, Viktorii Plzeň a ČSD Plzeň. V lize odehrál 191 utkání a dal 26 gólů. Vítěz Českého poháru 1943.